# The Origin of the Feces
| Recensione | Giudizio |
| ---------- | -------- |
| AllMusic   |          |
| Q          |          |

The Origin of the Feces, prodotto nel 1992 dalla Roadrunner Records, è il secondo album della band statunitense doom metal Type O Negative.
L'album è stato prodotto come se fosse la registrazione di un concerto ma in modo molto ironico: il disco è stato effettivamente registrato live in studio ma il pubblico aggiunto è ostile nei confronti del gruppo. Durante tutto il disco ci sono diversi momenti spiritosi come battibecchi e scambi di insulti tra Steele e il pubblico, e perfino un'evacuazione della location del "live" per una presunta bomba.
Alcune canzoni sono le stesse dell'album precedente con nomi diversi (Unsuccessfully Coping With The Natural Beauty of Infidelity qui diventa I Know You're Fucking Someone Else e Gravitational Constant: G = 6.67 x 10-8 cm-3 gm-1 sec-2 si trasforma in Gravity). Inoltre, questo è il primo album in cui sono presenti delle cover di canzoni famose suonate nello stile dei Type 0 Negative: Hey Joe di Billy Roberts (resa popolare da Jimi Hendrix), che ha il testo rivisitato e diventa Hey Pete (dal nome del cantante della band), e nelle ristampe anche Paranoid dei Black Sabbath.
Il titolo dell'album fa riferimento al libro di Charles Darwin L'origine delle specie (The Origin of Species, in inglese) che, nel tipico sarcasmo della band, diventa L'origine delle feci. La prima copertina del disco era infatti la fotografia in primo piano dell'ano di Peter Steele. Nelle ristampe del disco, la copertina è stata sostituita con una versione in verde e nero del dipinto The Dance of Death di Michael Wolgemut.

## Tracce

### Edizione originale (1992)
1. I Know You're Fucking Someone Else (15:02)
2. Are You Afraid (2:13)
3. Gravity (7:13)
4. Pain (4:41)
5. Kill You Tonight (2:17)
6. Hey Pete (cover di Hey Joe di Jimi Hendrix) (5:10)
7. Kill You Tonight (Reprise) (7:08)

### Ristampa (2003)
1. I Know You're Fucking Someone Else (15:02)
2. Are You Afraid (2:13)
3. Gravity (7:13)
4. Pain (4:41)
5. Kill You Tonight (2:17)
6. Hey Pete (cover di Hey Joe di Jimi Hendrix) (5:10)
7. Kill You Tonight (Reprise) (7:08)
8. Paranoid (cover dei Black Sabbath)

## Formazione
- Peter Steele - voce e basso
- Josh Silver - tastiera, sintetizzatore, effetti
- Kenny Hickey - chitarra e cori
- Sal Abruscato - batteria e percussioni